# 立花開
立花 開（たちばな はるき、1993年6月26日 -）は、日本の歌人。愛知県出身。

## 経歴・人物
2011年、愛知県立津島高等学校在学中に投稿短歌連作50首「一人、教室」によって第57回角川短歌賞を受賞。大谷雅彦、小島なおと並び、史上最年少の18歳での受賞であった。2012年、短歌結社「まひる野」に入会。2016年3月、名古屋音楽大学卒業。大学ではフルートを専攻した。
2019年11月、「まひる野」会員の久納美輝とともに同人短歌アンソロジー『くわしんふう』を編纂し刊行。同書は荻原裕幸により『朝日新聞』紙上で取り上げられた。
2021年、第一歌集『ひかりを渡る舟』で第12回中日短歌大賞を受賞。

## 作品リスト

### 歌集
- 『ひかりを渡る舟 歌集』（KADOKAWA、2021年9月）ISBN 978-4048844390

### 商業誌掲載
短歌詠
- 「一人、教室」(50首+受賞のことば) - 『短歌』2011年11月号（KADOKAWA）
- 「（あるきだす言葉たち）夏でも秋でもない風が吹く」 - 『朝日新聞』2011年11月15日夕刊
- 「遠鳴り」(10首) - 『短歌』2015年9月号（KADOKAWA）
- 「巻頭作品10首」 - 『短歌』2016年11月号（KADOKAWA）
- 「すずらん」(7首+エッセイ) - 『短歌』2017年1月号（KADOKAWA）
- 「供花」(17首) - 『短歌』2017年2月号（KADOKAWA）
- 「俵万智をうたう」 - 『俵万智 史上最強の三十一文字 (KAWADE夢ムック 文藝別冊)』河出書房新社、2017年6月
- 「やさしき黙」(7首+エッセイ) - 『短歌』2019年1月号（KADOKAWA）
- 「競詠5首・作歌信条」 - 『短歌』2019年8月号（KADOKAWA）
- 「易しき二択」(20首) - 『短歌研究』2020年6月号（短歌研究社）
- 「リノリウムの床を濡らす」(10首) - 『短歌研究』2021年7月号（短歌研究社）
- 「自分だけの珍しい体験」(7首+エッセイ) - 『短歌』2022年1月号（KADOKAWA）
- 「月下の顔」(20首) - 『ねむらない樹. Vol. 8』（書肆侃侃房、2022年2月）
- 「巻頭作品10首」 - 『短歌』2022年12月号（KADOKAWA）
- 「九龍の夢」(野口あや子との共作) - 『短歌』2023年3月号（KADOKAWA）

その他
- 「短歌を続ける理由」 - 『短歌』2017年7月号（KADOKAWA）
- 「時差ない街の夕焼け カン・ハンナ〈鑑賞〉」 - 『短歌』2018年2月号（KADOKAWA）
- 「歌会てんやわんや 第3回」 - 『短歌』2019年3月号（KADOKAWA）
- 「コラム 青年の主張」 - 『短歌』2020年3月号（KADOKAWA）
- 「感情、思いの比喩「喪失の過程」」 - 『短歌』2020年12月号（KADOKAWA）
- 「「お互いの歌集を読み合う」 第一歌集刊行記念」(竹中優子との対談) - 『短歌』2022年4月号（KADOKAWA）
- 「相乗する創作価値」(野口あや子との対談) - 『短歌』2023年3月号（KADOKAWA）